# Aleppói nemzetközi repülőtér
Az Aleppói nemzetközi repülőtér (IATA: ALP, ICAO: OSAP) Szíria egyik nemzetközi repülőtere, amely Aleppó közelében található. 

## Futópályák
A repülőtér futópályái:
- 09/27 (2910 m, 45 m, aszfalt)

## Forgalom
Az utasforgalom az elmúlt években az alábbi módon változott:

## Légitársaságok és úticélok
2023-ban a Aleppói nemzetközi repülőtérről az alábbi járatok indulnak:
| Légitársaság        | Célállomások                                          |
| ------------------- | ----------------------------------------------------- |
| Cham Wings Airlines | Abu Dhabi, Beirut, Damascus, Kuwait, Sharjah, Yerevan |
| FlyBaghdad          | Erbil                                                 |
| Syrian Air          | Beirut                                                |